# 萨拉丁
萨拉丁（阿拉伯语：صلاح الدین，羅馬化：Salāh al-Dīn，又译撒拉丁；1130年代—1193年），真名萨拉赫·优素福·伊本·阿尤布（阿拉伯语： صلاح الدين يوسف بن أيوب），阿尤布王朝的第一位苏丹，1174年－1193年在位。在權力最鼎盛時期，其蘇丹國包括了埃及、敘利亞、美索不达米亚、库尔德斯坦、希賈茲及也門。
萨拉丁被視為是埃及歷史的民族英雄，出生在摩蘇爾，其本身是庫德人而非埃及人。他在阿拉伯人對抗十字軍東征的過程中，表现出卓越的领袖作為、骑士风度、军事才能，因此闻名於基督徒和穆斯林世界。他为人慷慨，从不吝惜钱财，死后的财产只有几个第纳尔，還不够支付葬礼费用。
他是庫爾德族的穆斯林，也是首位成為埃及及敘利亞蘇丹的庫爾德族人，阿尤布王朝的建立者，在黎凡特之役中，領導穆斯林及阿拉伯人對抗來自法國與歐洲的十字軍。
在哈丁戰役中，薩拉丁所領導的軍隊收复了自法蒂瑪王朝期间被十字軍佔領長達八十八年的巴勒斯坦。雖然耶路撒冷的十字軍王國仍持續了一段時期，但他們在哈丁之役中的戰敗，成了這場穆斯林與十字軍戰爭的轉捩點。也因此薩拉丁在庫爾德族、阿拉伯及穆斯林文化中均享有盛名。薩拉丁是虔誠的遜尼派穆斯林，但其義行及高貴的行為在基督教經典中也可發見，尤其是在卡拉克攻防戰中的著墨甚多；雖說是十字軍的敵人，也贏得了不少對方的敬重，例如獅心王理查，被认为是體現古老騎士精神的最好範例。

## 早年生活
萨拉丁出生于今天伊拉克的提克里特，他的本名是优素福，萨拉丁则是一个荣誉性的称号，意思是“信仰的正义”。

## 資料來源
現代與近代均可找到許多作品描述薩拉丁的生平，偏向正面評價的史學家有卡迪·法迪勒的作品阿斯卡隆，和伊玛德·丁·伊斯法罕與伊本·沙达德，但美索不達米雅的法學家伊本·艾西尔（Ibn al-Athir）作品裡的薩拉丁則呈現比較兇殘的樣貌。

## 统一阿拉伯
1138年，萨拉丁出生於库尔德人的家庭，地點在底格里斯河边的提克里特（今伊拉克萨拉赫丁省省会）。他前往大马士革完成学业，並在努尔丁国王的宮廷服务十年，以其对逊尼派经文的兴趣而著名。
1160年，努尔丁派遣萨拉丁的叔父谢尔库赫去埃及作战，他随行学习军事。1169年，他取代法蒂玛王朝的哈里发和他叔父成为埃及总督，那時耶路撒冷的拉丁人国王阿马尔里克正要入侵埃及。
起初，萨拉丁的政权很不穩固，没人认为他能长久待在埃及。因为，在之前多次的权力更迭裡，宰相们勾心斗角扶植許多哈里发繼承人。其次，萨拉丁领导的是外国军队，無力控制埃及的什叶派军队，后者仍效忠失势的法蒂玛王朝哈里发。再者，萨拉丁雖掌控統治權，但名义上附属于巴格达阿拔斯王朝的哈里发，以及赞吉王朝苏丹努尔丁。1171年9月，努尔丁去世，萨拉丁受近卫军支持发动政变。1174年成功奪權，穆斯林教长们宣布他繼位为苏丹。阿尤布王朝從此建立。
其后，萨拉丁收复叙利亚和两河流域的大部分，发动圣战抵抗十字军。1187年，他俘虏耶路撒冷国王居伊和圣殿骑士团团长热拉尔·德·里德福尔，重新收复圣城耶路撒冷。欧洲震動，導致其第三次十字军东征。1192年9月，雙方签定三年三个月的和约，狮心王理查带著真十字架撤退，約定三年后回来一决雌雄，但薩拉丁在1193年3月4日病逝於大马士革而無法實踐。1199年4月6日，狮心王理查戰場中箭後死于伤口感染。

## 對西方世界的影響
在十九世紀，萨拉丁因為其對抗十字軍以及其慷慨，有著騎士精神的形像。萨拉丁在中古時期並不出名，但在戈特霍尔德·埃夫莱姆·莱辛的劇本《智者納坦》(1779)及沃尔特·司各特的小說《十字軍英雄記》(1825)有比較正面的形象。當代對萨拉丁是以這些文學作品為準。依照約納舍恩·萊里-史密斯的說法，司各特對萨拉丁的描述是：「十九世紀自由派的歐洲人，但中古時期的西方人會對其印象不佳。」。十字军在1099年攻克耶律撒冷時曾进行屠杀，但萨拉丁大赦天主教徒，也讓一般的天主教徒自由通行，甚至是戰敗的基督教軍隊，只要可以付出事先提出的贖金即可（正教會因為反對十字軍，萨拉丁對正教會的待遇更好。）塔里克·阿里的小說《The Book of Saladin》提出了有關萨拉丁及當時世界的有趣觀點。
儘管萨拉丁和基督教的君主的信仰不同，但萨拉丁獲得了基督教君主的尊敬，特別是獅心王理查。理查曾稱讚萨拉丁是位偉大的王子，是伊斯蘭世界最偉大也最有權力的國王。萨拉丁也說沒有任何一個基督教的國王比獅心王理查偉大。在二人簽訂條約後，雙方互贈許多禮物以表尊敬，但兩人再也沒有再見面。在1191年4月，一位法蘭克婦人的三個月嬰兒從帳篷中被偷走，被賣到市場中。獅心王理查要她去找萨拉丁表達其委屈。根據Bahā' al-Dīn的敘述，萨拉丁自己出錢將嬰兒贖了回來。
他將嬰兒還給婦人，婦人抱起時淚流滿面，將嬰兒抱進她的胸前。人們看著他們，開始哭泣，我站在他們之中，萨拉丁找了一匹馬給婦人，婦人就騎回營地去了

## 對伊斯兰教世界的影響

埃及国徽上的薩拉丁之鹰

库德地区政府纹章上的薩拉丁之鹰

1898年德意志皇帝威廉二世造訪萨拉丁的墓，表示其敬意。此次的造訪再加上反帝國主義的情緒，讓阿拉伯的民族主義者將萨拉丁視為對抗西方的英雄。他們認知的萨拉丁形象是由沃尔特·司各特及當時的歐洲人創造的浪漫角色，忽略了萨拉丁本身是库尔德人的事實
現代的阿拉伯國家用各種方式紀念萨拉丁，多半也是以十九世紀西方所描繪出來的形象為基礎。像伊拉克行政區劃中包括薩邁拉及提克里特的萨拉赫丁省都是因他而得名，而伊拉克库尔德斯坦最大城市艾比爾的薩拉丁-艾比爾大學也是紀念萨拉丁。
有些和薩拉丁有關的建築物仍存留在現在的城市中，薩拉丁最早強化的開羅城堡（1175–1183）有圓頂，景觀相當優美。在敘利亞即使最小的城市也有一個可以抵抗入侵的城塞，薩拉丁將這個設施引入埃及。
雖然阿尤布王朝在萨拉丁死後只多存留了57年，但有關萨拉丁的事蹟仍在阿拉伯世界中流傳，一直到今天。隨著20世紀阿拉伯民族主义的興起，部份原因也和阿以冲突有關，萨拉丁的英雄事蹟成為新的記號。萨拉丁從十字軍手中奪回巴勒斯坦的事蹟，用來鼓舞今日的阿拉伯人，對抗讓猶太人在巴勒斯坦重建以色列的錫安主義。而且薩拉丁時期阿拉伯的統一及榮耀也成為阿拉伯民族主义（如贾迈勒·阿卜杜-纳赛尔）一個完美的符號。像埃及1984年後的國徽上就有代表薩拉丁的薩拉丁之鹰、而阿聯、伊拉克巴勒斯坦民族權力機構及葉門的國徽都有類似的薩拉丁之鹰。

## 相關電影作品
- 《薩拉丁 (電影)（英语：Al Nasser Salah Ad-Din （film））》（Al Nasser Salah Ad-Din），1963年上映，講述薩拉丁與十字軍爭奪耶路撒冷的戰爭故事，由埃及導演尤賽夫·夏因拍攝，由艾哈迈德·马扎尔（英语：Ahmed Mazhar）主演。
- （Kingdom of Heaven），2005年上映，講述耶路撒冷保衛戰的故事，薩拉丁由加桑·马苏德（英语：Ghassan Massoud）扮演。

## 軟體遊戲中的薩拉丁
微軟旗下知名的《世紀帝國II：帝王世紀》中的劇情，以一名被俘虜的十字軍成員的口中，傳述薩拉丁跟他麾下的伊斯蘭戰士，比歐洲的任何貴族更注重騎士的精神，用來諷刺十字軍東征的歐洲人因宗教狂熱而引起的嗜血。在遊戲中，有關十字軍東征的全線劇情，除了薩拉丁之外，另外一個是巴巴羅薩（「紅鬍子」腓特烈一世），在｢巴巴羅薩｣最後的主線劇情中，將國王的遺體放在醋桶中，運到圓頂清真寺，算是達成國王到達耶路撒冷的夢想。

### 桌遊
- 《歷史巨輪》

## 相关作品
- 薩拉丁之鹰
  - 阿拉伯国家国徽列表
- 《天国王朝》
- 《十字軍東征 (電影)（英语：The Crusades (film)）》
- 《薩拉丁：動畫系列（英语：Saladin: The Animated Series）》

### 引用
1. ↑  陈至立; 巢峰. . . 上海: 上海辞书出版社.   [2025-02-22].
2. ↑  1137年或1138年
3. ↑  A number of contemporary sources make note of this. The biographer Ibn Khallikan writes, "Historians agree in stating that [Saladin's] father and family belonged to Duwin [Dvin]. ... They were Kurds and belonged to the Rawādiya (sic), which is a branch of the great tribe al-Hadāniya": Minorsky (1953), p. 124. The medieval historian Ibn Athir, who is a Kurd and therefore his credibility is questionable, relates a passage from another commander: "... both you and Saladin are Kurds and you will not let power pass into the hands of the Turks": Minorsky (1953), p. 138.
4. ↑  Humphreys, R. Stephen. . State University of New York Press. 1977: 29. ISBN 0-87395-263-4. Among the free-born amirs the Kurds would seem the most dependent on Saladin's success for the progress of their own fortunes. He too was a Kurd, after all ...
5. ↑  .   [August 20, 2008]. （原始内容存档于2017-08-30）.
6. ↑  H. A. R. Gibb, "The Rise of Saladin", in A History of the Crusades, vol. 1: The First Hundred Years, ed. Kenneth M. Setton (University of Wisconsin Press, 1969). p. 563.
7. ↑  Riley Smith, Jonathan, "The Crusades, Christianity and Islam", (Columbia 2008), p. 67
8. ↑  (London: Verso, 1998)
9. ↑  Lyons & Jackson 1982，第357頁
10. ↑  Bahā' al-Dīn (2002), pp. 147–148 Lyons & Jackson 1982，第325–326頁
11. ↑  The Kaiser laid a wreath on the tomb baring the inscription, "A Knight without fear or blame who often had to teach his opponents the right way to practice chivalry." Grousset (1970).
12. ↑  Riley Smith, Jonathan, "The Crusades, Christianity and Islam", (Columbia 2008), p. 63-66
13. ↑  Madden, Thomas F.: The Concise History of the Crusades; 3rd edition, Rowman & Littlefield, 2013. pp. 201-204.

## 外部連結
- Stanley Lane-Poole, "The Life of Saladin and the Fall of the Kingdom of Jerusalem", in "btm" format
- Rosebault Ch.J. Saladin. Prince of Chivalri （页面存档备份，存于）
- De expugnatione terrae sanctae per Saladinum （页面存档备份，存于） A European account of Saladin's conquests of the Crusader states. （拉丁文）
- Saladin: The Sultan and His Times, 1138–1193 Archive.today的存檔，存档日期2012-12-11
- Richard and Saladin: Warriors of the Third Crusade （页面存档备份，存于）